# Топохимические реакции
Топохимические реакции — реакции, происходящие в твердой фазе на границе раздела твердого исходного вещества — твердого продукта реакции (например, дегидратация кристаллогидратов, окисление металлов).
Наиболее практически важные топохимические реакции: обжиг, восстановление, хлорирование руд тяжелых и цветных металлов, приготовление катализаторов, получение ферритов, цементация стали, получение керамики и огнеупоров и т. д. Название введено Волькмаром Кольшуттером в 1919 году.
В большинстве случаев, топохимические реакции начинаются в области дефектов кристаллический решётки (дислокаций, границ зерен и т. п.), где энергия деформации связей химической подсистемы в решетке уменьшается и существует некоторый свободный объём, что облегчает переориентацию реагирующих частиц и их взаимодействие. В результате образуются зародыши новой фазы продукта и формируются новые протяженные дефекты — межфазные границы между исходной твердой матрицей и твердой фазой продукта. Дальнейший рост фазы продукта происходит в результате реакции на этих границах, а скорость процесса пропорциональна площади поверхности раздела фаз. Таким образом, кинетика топохимических реакций обусловлена топографией тела в зоне реакции, что и отражено в названии (введенном Волькмаром Кольшуттером в 1919 году).